# 潘明珠
潘明珠（Poon Ming Chu, Pearl，1960年1月—），筆名英明（與其姊潘金英共用），籍貫廣東開平，香港兒童文學作家，亦為香港兒童文藝協會會員及前會長及公司經理。

## 生平
潘明珠中學就讀香港銘基中學，畢業以後入讀香港理工學院翻譯系，至1984年到國際基督教大學入讀傳理及工商管理課程，1988年獲得文學士銜頭。

## 部分作品
- 散文：
  - 《雨線下的溫情》
  - 《日本構圖》
  - 《童年》—《自家製童裝》 (與潘金英等,47人合著）
- 小說：
  - 《太空移民局》（與潘金英合著）
  - 《寶貝學生》（與潘金英合著）
  - 《女巫與天使》（與潘金英合著）
- 童話：
  - 《香港無名獸》（與潘金英合著）
  - 《噴泉的心願》（與潘金英合著）

## 外部連結
- 潘氏姊妹博客 （页面存档备份，存于）

## 其他資料
- 《香港文學作家傳略》，劉以鬯主編